# Gressitt-Gletscher
Der Gressitt-Gletscher ist ein breiter und 72 km langer Gletscher im ostantarktischen Viktorialand. In den Usarp Mountains fließt er aus einem Gebiet zwischen der Daniels Range und den Emlen Peaks nordostwärts zum Rennick-Gletscher, den er nördlich der Morozumi Range erreicht. 
Der United States Geological Survey kartierte ihn anhand eigener Vermessungen und Luftaufnahmen der United States Navy aus den Jahren von 1960 bis 1963. Das Advisory Committee on Antarctic Names benannte ihn 1964 nach dem US-amerikanischen Biologen Judson Linsley Gressitt (1914–1982), Studienleiter bei sechs Forschungskampagnen insbesondere im Gebiet des Rossmeers zwischen 1959 und 1966.